# Bunny Meyer
Bunny Meyer (n. 3 august 1985) este o personalitate americană cunoscută pe YouTube sub numele de utilizator grav3yardgirl. Începând din 2016, ea este una dintre cele mai bine plătite persoane de pe YouTube.

## Canalul de YouTube
Stabilită în Pearland, Texas (o suburbie din Houston), Meyer obișnuia să creeze haine, înainte să aibă un accident de mașină și nu a putut să mai coasă. Ea și-a început canalul de YouTube în decembrie 2010. Materialele sale erau in principal despre propriile ei experiențe paranormale și vizitele prin cimitire. Mai târziu, a început să facă filmulețe pe subiecte de modă și machiaj. 
Având peste 6,8 milioane de abonați și peste 1 miliard de vizualizări, Bunny Meyer este una dintre cele  mai bine plătite persoane de pe Youtube, câștigând peste 460.000 de dolari pe an.

## Premii și nominalizări
În 2014, Meyer a fost nominalizată la Premiile Teen Choice la categoria modă/frumusețe, dar a pierdut în fața lui Zoe Sugg